# Lucien Léger
Pour les articles homonymes, voir Léger.
Lucien Léger, né à Paris le 30 mars 1937 et mort à Laon le 18 juillet 2008, est un criminel français, condamné à la réclusion criminelle à perpétuité pour le meurtre d'un enfant en 1964,. Il fut le plus ancien détenu de France avant d'être libéré le 3 octobre 2005 après 41 ans d'emprisonnement, ce qui constitue l'une des détentions les plus longues en Europe (elle n'égale cependant pas celle du tueur en série John Straffen (en) qui fut détenu pendant 55 ans au Royaume-Uni).
Il fut surnommé l'étrangleur par la presse en raison de la signature « L'étrangleur no 1 » apposée au bas des lettres anonymes envoyées à la police.

## Biographie

### Jeunesse
Eugène Lucien Léger naît le 30 mars 1937 dans le 14e arrondissement de Paris, dans une famille modeste de sept enfants, originaire de Château-Regnault dans les Ardennes. Son père est tourneur sur métaux chez Renault. Incorporé au camp de Mourmelon, Léger effectue son service militaire en Algérie.
En 1959, à 22 ans, il épouse à Charleville-Mézières Solange, sœur d'un ami de régiment. Il travaille d'abord comme magasinier aux Éditions Denoël. Sa femme est internée à plusieurs reprises. Léger devient élève infirmier à l'hôpital psychiatrique de Villejuif.
Il rencontre la comédienne Douchka au conservatoire municipal Darius-Milhaud du 14e arrondissement de Paris. Habitant le même quartier et partageant un amour pour les arts, ils se lient d'amitié,.

### Crime
Le 26 mai 1964, en fin d'après-midi, Luc Taron, né le 9 mai 1953, disparaît après avoir été grondé par sa mère Suzanne Taron pour lui avoir volé 15 francs. Ses parents croient tout d'abord à une fugue et ne préviennent pas immédiatement la police. Le 27 mai 1964, vers 5 heures du matin, Jules Beudard, alors qu'il se promène dans les bois de Verrières-le-Buisson, dans l'Essonne, avant d'aller pointer à l'usine, découvre le corps de l'enfant, mutilé et étranglé, au lieu-dit « Le Salvart ».
Le soir même de la découverte, à 23 h 50, un appel téléphonique à Europe 1 indique où trouver un message sur le pare-brise d'une voiture. Le texte manuscrit décrivant le crime et mentionnant des détails non parus dans la presse, annonce d'autres rapts si une rançon par anticipation n'est pas versée. Il est signé L’étrangleur no 1. La presse ne rapporte que le sobriquet d'« étrangleur », omettant le no 1 et vexant apparemment l'assassin : dans le mois qui suit, cinquante-cinq lettres anonymes sont envoyées à la presse, à la police, au père de la victime et au ministre de l’Intérieur, revendiquant être l'auteur du crime et en annonçant d’autres, et réclamant « 50 millions » de francs.
Le 27 juin 1964, Lucien Léger signale au commissariat des Invalides le vol de sa 2 CV. Quatre jours plus tard, il se présente à nouveau au commissariat et déclare avoir retrouvé son véhicule sur un parking à la suite d'un coup de téléphone de L’étrangleur. Il signale également que l'intérieur de la voiture est maculé de taches de sang humain. Le 2 juillet, la cinquante-sixième lettre signée L'étrangleur arrive à la police. Le criminel y écrit qu'il s'est servi de la 2 CV pour emmener un truand de Pigalle et le tuer. Convoqué le 4 juillet, Lucien Léger est désormais le principal suspect, d'autant que la perquisition de sa chambre d'hôtel montre qu'il conserve des journaux se rapportant à l'affaire et un projet de roman intitulé Journal d'un assassin. Son écriture le confond et il est arrêté le lendemain. Après avoir reconnu avoir tué Luc Taron, Léger est inculpé pour enlèvements et meurtre puis placé en détention provisoire à la prison Saint-Pierre,.
Lors d'une reconstitution, en juin 1965, Lucien Léger revient sur ses aveux et dit innocent du meurtre de Luc Taron. Selon Henri Leclerc, cette rétractation intervient « après deux ans d'aveux, alors que l'instruction était pratiquement terminée. » Son avocat Maurice Garçon, qui s'est engagé dans la thèse de la culpabilité, renonce à le défendre et propose à Me Albert Naud de le remplacer. Celui-ci se fait assister par Henri Leclerc.

### Procès
Le procès de Lucien Léger se déroule du 3 au 7 mai 1966 à la cour d'assises de la Seine-et-Oise, qui siège à Versailles, dans une atmosphère de grande tension. Les parents de l'enfant réclament la peine de mort. Défendu par Me Albert Naud, Lucien Léger, qui avait initialement reconnu le crime durant l'instruction, clame à présent son innocence : selon lui, le véritable meurtrier, un certain « Monsieur Henri », lui aurait expliqué les circonstances du meurtre ; ce serait un ennemi du père de l'enfant. Les jurés ont finalement pitié de la « folie » de Léger (comme il souffre d'un ostéome au niveau du front, son avocat invoque la folie de son client) et le condamnent non pas à la peine de mort mais à la réclusion criminelle à perpétuité, avec une durée d'épreuve de quinze ans (la période de sûreté n’existant pas encore à l’époque). Lucien Léger est alors âgé de 29 ans. 

### Détention
Détenu modèle, il aide de nombreux prisonniers à reprendre courage et à tenir.
La durée de son emprisonnement suscite la création de comités de soutien. Il est incarcéré dans une quinzaine d'établissements pénitentiaires pour finir par la prison de Bapaume, dans le Pas-de-Calais. Sa femme Solange meurt en 1970.
Lucien Léger est libérable à partir de juillet 1979 : ses treize demandes de libération conditionnelle, et trois demandes de grâces présidentielles sont toutes rejetées. Yves Taron, père de la victime et fondateur de la Ligue nationale contre le crime et pour l'application de la peine de mort, avait affirmé en 1980 : « Je le tuerai. Pas tout de suite, juste le temps de lui faire éprouver l'angoisse que ma femme et moi avons connue. » La libération de Lucien Léger est d'ailleurs intervenue après la mort d'Yves Taron. La mère du petit Luc Taron, devenue veuve, fait simplement la demande que Lucien Léger ne publie jamais de livre sur l'affaire. 
Son dernier avocat, Jean-Jacques de Felice, déclare  que Lucien Léger serait sorti bien plus tôt de prison s'il avait avoué le meurtre.
En 2004, Lucien Léger déclare à un journaliste : « Si je sors, je sors intact. » Narcissique, mythomane et manipulateur, d'après les psychiatres, il parle régulièrement de lui à la troisième personne et se targue d'une jurisprudence le concernant.

### Libération et mort
Lucien Léger est libéré le 3 octobre 2005, à l'âge de 68 ans, après 41 ans de détention. Il élit domicile à Landas dans le Nord chez un ami, boulanger en retraite. Il travaille à la Croix-Rouge de Douai pour distribuer des vêtements et de la nourriture aux plus démunis.
En 2006, il saisit la Cour européenne des droits de l'homme contre l’État français en invoquant la violation des articles 5 § 1 a) et 3 de la Convention européenne des droits de l'homme. Le 11 avril 2006, une chambre de la Cour conclut par cinq voix contre deux à la non-violation de ces deux articles,. L'affaire est ensuite renvoyée en appel devant la Grande chambre.
Lucien Léger meurt à son domicile de Laon début juillet 2008, son corps n'ayant été découvert que le 18 juillet. À la suite de son décès, la poursuite de la procédure n'étant pas demandée par une personne justifiant de sa qualité d'héritier ou de parent proche, ou de l'existence d'un intérêt légitime, et compte tenu de l'évolution de la législation française ainsi que du fait que la CEDH avait résolu des questions similaires dans d'autres affaires, la Grande chambre radie l'affaire Léger c. France.

### Une erreur judiciaire?
En 2012, les journalistes Jean-Louis Ivani et Stéphane Troplain publient un livre qui met en doute sa culpabilité, l'enfant n'ayant pas été étranglé contrairement aux aveux de Lucien Léger qui se serait accusé dans un désir pathologique de reconnaissance.
En 2021, Philippe Jaenada publie Au printemps des monstres (Mialet-Barrault éditeurs), consacré à l'affaire Luc Taron, et qui pousse plus loin les recherches d'Ivani et Troplain. L'auteur y dépeint les acteurs de l'affaire Maurice Garçon, Albert Naud, Jacques Delarue et la comédienne Douchka ainsi que les personnalités et références culturelles ou de société développés au fil des pages telles Patrick Modiano, Édouard Molinaro, Simone de Beauvoir et Maurice Papon,,. Sans pouvoir le prouver de manière indubitable, Philippe Jaenada estime que Lucien Léger a endossé seul un meurtre qu'il n'a pas commis et protégé son véritable auteur.
Ces deux ouvrages présentent donc cette affaire comme une erreur judiciaire,.

### Audiographie
- Christophe Hondelatte, « Lucien Léger, 41 ans passés en prison », Europe 1, 16 août 2017.
- Affaires sensibles, Le cas Lucien Léger, la perpète, France Inter, 9 février 2021.